# Krzyż Katyński w Wadowicach
Krzyż Katyński w Wadowicach odsłonięto na Placu "Solidarności" w Wadowicach 22 kwietnia 2010 roku dla upamiętnienia ofiar zbrodni katyńskiej dokonanej na osobach związanych z ziemią wadowicką w związku z obchodami obchodami 70. rocznicy zbrodni. Na pomniku umieszczono listę tych osób w porządku alfabetycznym (250 nazwisk), która została stworzona w oparciu o tzw. Listę Wadowicką. Lista ta będzie uzupełniana o dalsze nazwiska (szacuje się, że będzie to dodatkowo ok. 30 osób) w miarę kompletowania Listy Wadowickiej.
Listę nazwisk przygotował miejscowy historyk Michał Siwiec-Cielebon. Pomnik został pomyślany nie tylko dla upamiętnienia ofiar, ale jako miejsce, które bliscy pomordowanych będą mogli odwiedzać, gdy nie będą mogli być na cmentarzach, na których spoczywają ofiary zbrodni katyńskiej. Pomnik ma również zainicjować powstanie stowarzyszenia Wadowickiej Rodziny Katyńskiej.
Pomnik zaprojektował Marek Brzeźniak. Został wykonany ze stali nierdzewnej i brązu w pracowni artystycznej Michała Batkiewicza. Waga: 1,5 tony, wysokość 3,72 m, szerokość 2,6 m.
U podstawy pomnika umieszczone są związane drutem kolczastym dłonie, trzymające łuski pocisków z pistoletu. Obok pomnika znajdą się urny z ziemią z Katynia oraz Smoleńska (dla upamiętnienia katastrofy polskiego Tu-154 w Smoleńsku w dniu 10 kwietnia 2010).